# Hemihyalea erganoides
Hemihyalea erganoides är en fjärilsart som beskrevs av Paul Dognin 1902. Hemihyalea erganoides ingår i släktet Hemihyalea och familjen björnspinnare. Inga underarter finns listade i Catalogue of Life.